# Wuktyl
Wuktyl (komi und russisch Вуктыл, wiss. Transliteration Vuktyl) ist eine Stadt in der nordwestrussischen Republik Komi mit 12.356 Einwohnern (Stand 14. Oktober 2010).

## Geografie
Die Stadt liegt im Vorland des Nordurals etwa 575 km nordöstlich der Republikhauptstadt Syktywkar am rechten Ufer der Petschora, unweit der Mündung des namensgebenden Nebenflusses Wuktyl.
Wuktyl ist der Republik administrativ direkt unterstellt. Zur Stadt gehört ein 22.480 km² großes dünn besiedeltes Territorium.
Die Stadt ist über eine Straße mit der 230 km entfernten Stadt Sosnogorsk an der Petschora-Eisenbahn verbunden.

## Geschichte
Wuktyl entstand 1968 im Zusammenhang mit der Erschließung eines Erdgaskondensatfeldes und erhielt 1989 Stadtrecht.

### Bevölkerungsentwicklung
| Jahr | Einwohner |
| ---- | --------- |
| 1959 | 100       |
| 1970 | 7.814     |
| 1979 | 16.767    |
| 1989 | 19.330    |
| 2002 | 14.472    |
| 2010 | 12.356    |

Anmerkung: Volkszählungsdaten (1959 gerundet)

## Kultur und Sehenswürdigkeiten
Nordöstlich der Stadt erstreckt sich der fast zwei Millionen Hektar große Nationalpark Jugyd Wa, dessen Verwaltung sich in Wuktyl befindet. Der am 23. April 1994 gegründete Park ist seit 1995 Teil des UNESCO-Weltnaturerbe-Gebietes Urwälder von Komi.
Entlang der Ufer der Petschora wurden Überreste mehrerer prähistorischer Siedlungen entdeckt.
Im zur Stadt gehörenden Dorf Podtscherje gibt es ein Heimatmuseum.

## Wirtschaft
Hauptwirtschaftszweig ist die Erdgasförderung. Hier beginnt die Erdgaspipeline Nordlicht (Sewernoje sijanije) Wuktyl–Uchta–Torschok. Daneben gibt es Holzwirtschaft und in der Umgebung Landwirtschaft lokaler Bedeutung.